# Arrondissement du Haut-Sauerland
 (novembre 2024).
L'arrondissement du Haut-Sauerland, en allemand Hochsauerlandkreis, est une division administrative allemande, située dans le land de Rhénanie-du-Nord-Westphalie.

## Situation géographique
L'arrondissement de Haut-Sauerland est situé au sud-est de Rhénanie-du-Nord-Westphalie dans les montagnes du Sauerland, couvertes de forêts. Le territoire est montagneux, les plus hauts monts du Land se trouvent ici. L'arrondissement a des limites avec les arrondissements de Siegen-Wittgenstein, Olpe, La Marck, Soest, Paderborn et Höxter ainsi que l'arrondissement hessois de Waldeck-Frankenberg.

## Histoire
L'arrondissement fut créé le 1er janvier 1975 par loi du 5 novembre 1974 en fusionnant les anciens arrondissements d'Arnsberg, de Brilon et de Meschede.

## Communes
L'arrondissement compte 12 communes dont 10 villes (population du 30 juin 2005).
| Communes                   | hab.   | superficie | hab./km2 |
| -------------------------- | ------ | ---------- | -------- |
| Arnsberg, ville            | 76 330 | 193,43 km2 | 395      |
| Bestwig                    | 11 713 | 69,36 km2  | 169      |
| Brilon, ville              | 27 004 | 228,99 km2 | 118      |
| Eslohe                     | 9 259  | 113,37 km2 | 82       |
| Hallenberg, ville          | 4 645  | 65,36 km2  | 71       |
| Marsberg, ville            | 21 875 | 182,01 km2 | 120      |
| Medebach, ville            | 8 213  | 126,05 km2 | 65       |
| Meschede, ville            | 32 115 | 218,5 km2  | 147      |
| Olsberg, ville             | 15 786 | 117,97 km2 | 134      |
| Schmallenberg, ville       | 26 002 | 302,94 km2 | 86       |
| Sundern (Sauerland), ville | 29 379 | 192,86 km2 | 152      |
| Winterberg, ville          | 14 435 | 147,86 km2 | 98       |

Meschede est le chef-lieu de l'arrondissement, mais Arnsberg est le chef-lieu du district (Regierungsbezirk).

## Politique

### Élections du conseil (Kreistag)
| Parti | Scrutin du 12 septembre 1999 | Scrutin du 12 septembre 1999 | Scrutin du 12 septembre 1999 | Scrutin du 26 septembre 2004 | Scrutin du 26 septembre 2004 | Scrutin du 26 septembre 2004 |
| Parti | Votes                        | %                            | Sièges                       | Votes                        | %                            | Sièges                       |
| ----- | ---------------------------- | ---------------------------- | ---------------------------- | ---------------------------- | ---------------------------- | ---------------------------- |
| CDU   | Franz-Josef Leikop           | 91 231                       | 66,9 %                       | Franz-Josef Leikop           | 85 982                       | 66,8 %                       |
| SPD   | Michael Rademacher           | 37 490                       | 27,5 %                       | Eckhard Scholz               | 34 181                       | 26,5 %                       |
| FDP   | Karl Peter Brendel           | 3 834                        | 2,8 %                        | Karl Peter Brendel           | 8 582                        | 6,7 %                        |
| Grüne | Georg Fuhs                   | 3 765                        | 2,8 %                        |                              |                              |                              |

|       | Scrutin du 26 sept. 2004 | Scrutin du 26 sept. 2004 | Scrutin du 26 sept. 2004 |
| Parti | Votes                    | %                        | Sièges                   |
| ----- | ------------------------ | ------------------------ | ------------------------ |
| CDU   | 76 673                   | 59,7 %                   | 32                       |
| SPD   | 33 563                   | 26,1 %                   | 14                       |
| FDP   | 9 777                    | 7,6 %                    | 4                        |
| Grüne | 8 525                    | 6,6 %                    | 4                        |

## Juridictions
Juridiction ordinaire

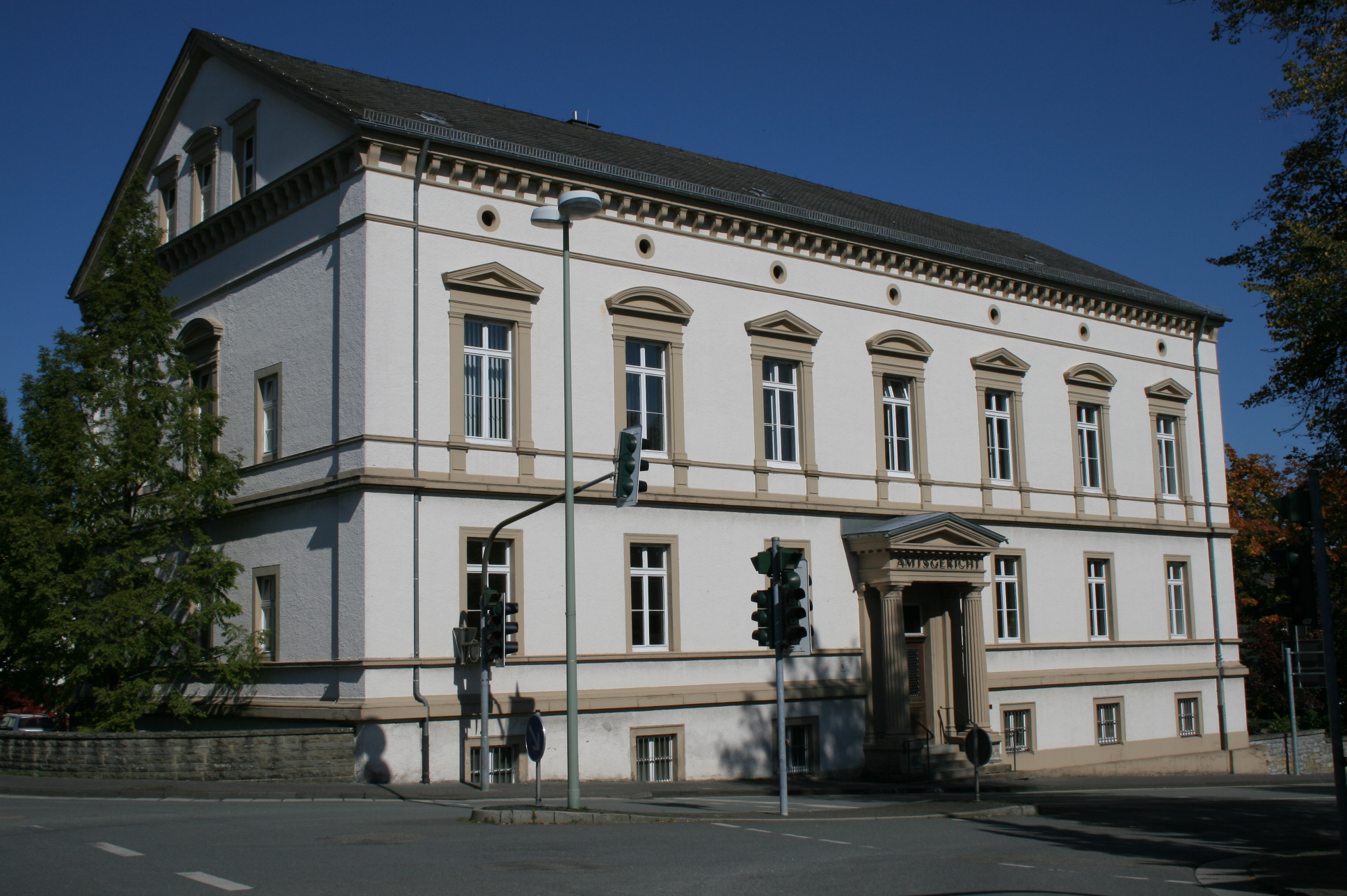
Tribunal cantonal de Brilon.

- Cour d'appel (Oberlandesgericht) de Hamm
  - Tribunal régional (Landgericht) d'Arnsberg
    - Tribunal cantonal (Amtsgericht) d'Arnsberg: Arnsberg, Sundern (Sauerland)
    - Tribunal cantonal de Brilon: Brilon, Olsberg
    - Tribunal cantonal de Marsberg: Marsberg
    - Tribunal cantonal de Medebach: Hallenberg, Medebach, Winterberg
    - Tribunal cantonal de Meschede: Bestwig, Eslohe (Sauerland), Meschede
    - Tribunal cantonal de Schmallenberg: Schmallenberg

Juridiction spéciale
- Tribunal supérieur du travail (Landesarbeitsgericht) de Hamm
  - Tribunal du travail (Arbeitsgericht) d'Arnsberg
- Tribunal administratif (Verwaltungsgericht) d'Arnsberg
- Tribunal des affaires de Sécurité sociale (Sozialgericht) de Dortmund